# Kanton Grand-Champ
Kanton Grand-Champ (francouzsky Canton de Grand-Champ) je francouzský kanton v departementu Morbihan v regionu Bretaň. Tvoří ho osm obcí.

## Obce kantonu
- Brandivy
- Colpo
- Grand-Champ
- Locmaria-Grand-Champ
- Locqueltas
- Meucon
- Plaudren
- Plescop